# Nguyễn Văn Tri
Nguyễn Văn Tri (sinh 1946) là đại biểu Quốc hội Việt Nam khóa X. Ông thuộc đoàn đại biểu Thanh Hoá.
Tên thường gọi: Nguyễn Văn Tri
Ngày sinh: 30/12/1946
Giới tính: Nam
Dân tộc: Kinh
Tôn giáo: Không
Quê quán: Xã Quảng Yên, huyện Quảng Xương, Thanh Hoá
Trình độ chuyên môn: Phó Tiến sĩ Kinh tế
Nghề nghiệp, chức vụ: Uỷ viên Ban thường vụ tỉnh uỷ, Giám đốc Sở Khoa học, Công nghệ và Môi trường tỉnh Thanh Hoá, Uỷ viên Uỷ ban Khoa học, Công nghệ và Môi trường của Quốc hội
Nơi làm việc: Sở Khoa học, Công nghệ và Môi trường tỉnh Thanh Hoá
Nơi ứng cử: Thanh Hoá
Đại biểu Quốc hội khoá: X
Đại biểu chuyên trách: Không
Đại biểu Hội đồng Nhân dân: Không